# Gabaza darwini
Gabaza darwini är en tvåvingeart som först beskrevs av Hill 1919.  Gabaza darwini ingår i släktet Gabaza och familjen vapenflugor. Inga underarter finns listade i Catalogue of Life.